# Spermacoce cataractarum
Spermacoce cataractarum är en måreväxtart som först beskrevs av Julian Alfred Steyermark, och fick sitt nu gällande namn av Rafaël Herman Anna Govaerts. Spermacoce cataractarum ingår i släktet Spermacoce och familjen måreväxter. Inga underarter finns listade i Catalogue of Life.